# Rallye Katalonien 2008

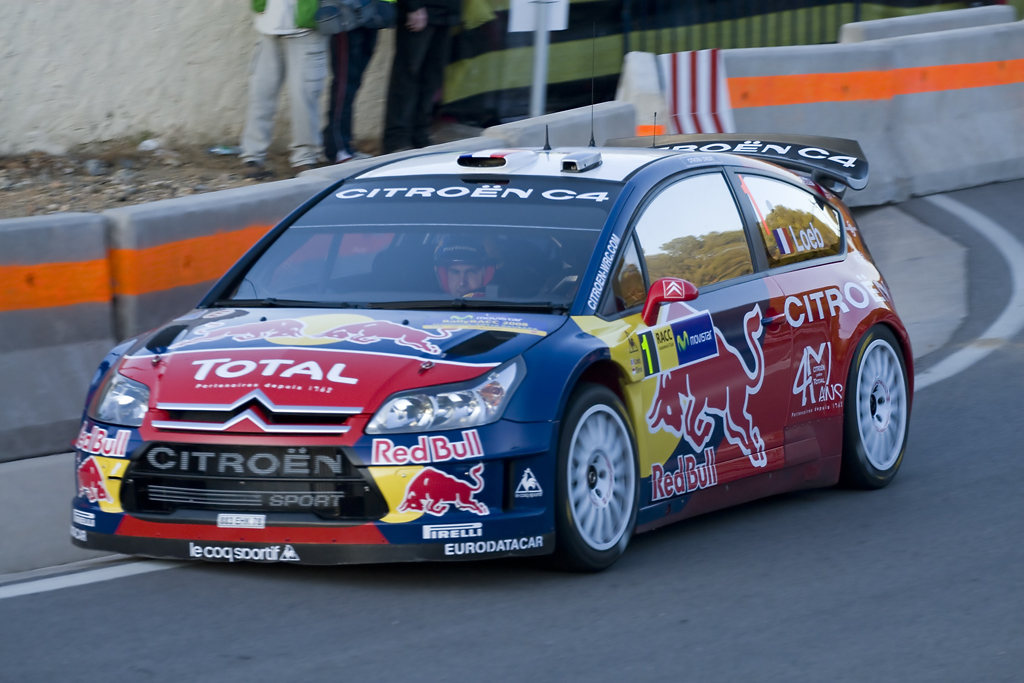
Sébastien Loeb und Daniel Elena im Citroën C4 WRC

Die 44. Rallye Katalonien war der zwölfte von 15 FIA-Weltmeisterschaftsläufen 2008. Die Rallye bestand aus 18 Wertungsprüfungen und wurde zwischen dem 2. und dem 5. Oktober ausgetragen.

## Klassifikationen

### Endresultat
| Pos    | Fahrer             | Co-Pilot            | Auto               | Zeit      | Rückstand | Punkte |
| WRC    | WRC                | WRC                 | WRC                | WRC       | WRC       | WRC    |
| ------ | ------------------ | ------------------- | ------------------ | --------- | --------- | ------ |
| 1      | Sébastien Loeb     | Daniel Elena        | Citroën C4 WRC     | 3:21:17.4 | 00:24.9   | 10     |
| 2      | Daniel Sordo       | Marc Martí          | Citroën C4 WRC     | 3:21:42.3 | 00:24.9   | 8      |
| 3      | Mikko Hirvonen     | Jarmo Lehtinen      | Ford Focus RS WRC  | 3:22:19.9 | 01:02.5   | 6      |
| 4      | François Duval     | Patrick Pivato      | Ford Focus RS WRC  | 3:22:28.2 | 01:10.8   | 5      |
| 5      | Petter Solberg     | Phil Mills          | Subaru Impreza WRC | 3:24:44.8 | 03:27.4   | 4      |
| 6      | Jari-Matti Latvala | Miikka Anttila      | Ford Focus RS WRC  | 3:25:21.2 | 04:03.8   | 3      |
| 7      | Chris Atkinson     | Stéphane Prévot     | Subaru Impreza WRC | 3:25:22.3 | 04:04.9   | 2      |
| 8      | Andreas Mikkelsen  | Ola Fløene          | Ford Focus RS WRC  | 3:26:37.0 | 05:19.6   | 1      |
| JWRC   |                    |                     |                    |           |           |        |
| 1 (16) | Martin Prokop      | Jan Tománek         | Citroën C2 S1600   | 3:41:25.0 | 20:07.6   | 10     |
| 2 (17) | Alessandro Bettega | Simone Scattolin    | Renault Clio R3    | 3:41:49.6 | 20:32.2   | 8      |
| 3 (20) | Aaron Burkart      | Michael Kölbach     | Citroën C2 S1600   | 3:42:29.5 | 21:12.1   | 6      |
| 4 (22) | Shaun Gallagher    | Paul Kiely          | Citroën C2 S1600   | 3:43:41.7 | 22:24.3   | 5      |
| 5 (23) | Patrik Sandell     | Emil Axelsson       | Renault Clio S1600 | 3:46:05.0 | 24:47.6   | 4      |
| 6 (24) | Jaan Mölder        | Frederic Miclotte   | Suzuki Swift S1600 | 3:47:14.1 | 25:56.7   | 3      |
| 7 (25) | Stefano Albertini  | Piercarlo Capolongo | Renault Clio 16V   | 3:49:34.1 | 28:16.7   | 2      |
| 8 (28) | Simone Bertolotti  | Daniele Vernuccio   | Renault Clio Sport | 3:51:03.3 | 29:45.9   | 1      |

### Wertungsprüfungen
| Tag                                  | WP                                   | Name          | Länge    | Start MESZ     | Gewinner       | Co-Pilot          | Auto           | Zeit    | Ø km/h | Leader         |
| ------------------------------------ | ------------------------------------ | ------------- | -------- | -------------- | -------------- | ----------------- | -------------- | ------- | ------ | -------------- |
| Tag 1 (3. Okt.)                      | WP1                                  | La Mussara 1  | 20,48 km | 08:16          | Sébastien Loeb | Daniel Elena      | Citroën C4 WRC | 11:17.3 | 108,9  | Sébastien Loeb |
| Tag 1 (3. Okt.)                      | WP2                                  | Querol 1      | 21,26 km | 10:04          | Sébastien Loeb | Daniel Elena      | Citroën C4 WRC | 11:13.2 | 113,7  | Sébastien Loeb |
| Tag 1 (3. Okt.)                      | WP3                                  | El Montmell 1 | 24,14 km | 10:47          | Sébastien Loeb | Daniel Elena      | Citroën C4 WRC | 12:39.0 | 114,5  | Sébastien Loeb |
| Tag 1 (3. Okt.)                      | Service PortAventura 12:42 (30 Min.) |               |          |                |                |                   |                |         |        | Sébastien Loeb |
| Tag 1 (3. Okt.)                      | WP4                                  | La Mussara 2  | 20,48 km | 13:58          | Sébastien Loeb | Daniel Elena      | Citroën C4 WRC | 11:14.0 | 109,4  | Sébastien Loeb |
| Tag 1 (3. Okt.)                      | WP5                                  | Querol 2      | 21,26 km | 15:46          | Sébastien Loeb | Daniel Elena      | Citroën C4 WRC | 11:15.0 | 113,4  | Sébastien Loeb |
| Tag 1 (3. Okt.)                      | WP6                                  | El Montmell 2 | 24,14 km | 16:24          | Sébastien Loeb | Daniel Elena      | Citroën C4 WRC | 12:33.0 | 115,4  | Sébastien Loeb |
| Tag 1 (3. Okt.)                      | Service PortAventura 18:14 (45 Min.) |               |          |                |                |                   |                |         |        | Sébastien Loeb |
| Tag 2 (4. Okt.)                      |                                      |               |          |                |                |                   |                |         |        | Sébastien Loeb |
| Service PortAventura 07:30 (15 Min.) |                                      |               |          |                |                |                   |                |         |        | Sébastien Loeb |
| WP7                                  | El Priorat / La Ribera d’Ebre 1      | 38,27 km      | 08:44    | Sébastien Loeb | Daniel Elena   | Citroën C4 WRC    | 21:30.9        | 106,7   |        | Sébastien Loeb |
| WP8                                  | Les Garrigues 1                      | 8,60 km       | 09:57    | Sébastien Loeb | Daniel Elena   | Citroën C4 WRC    | 05:02.7        | 102,3   |        | Sébastien Loeb |
| WP9                                  | La Llena 1                           | 17,12 km      | 10:28    | Sébastien Loeb | Daniel Elena   | Citroën C4 WRC    | 09:35.6        | 107,1   |        | Sébastien Loeb |
| Service PortAventura 12:18 (30 Min.) |                                      |               |          |                |                |                   |                |         |        | Sébastien Loeb |
| WP10                                 | El Priorat / La Ribera d’Ebre 2      | 38,27 km      | 13:47    | Mikko Hirvonen | Jarmo Lehtinen | Ford Focus RS WRC | 21:39.3        | 106,0   |        | Sébastien Loeb |
| WP11                                 | Les Garrigues 2                      | 8,60 km       | 15:00    | Sébastien Loeb | Daniel Elena   | Citroën C4 WRC    | 05:04.8        | 101,6   |        | Sébastien Loeb |
| WP12                                 | La Llena 2                           | 17,12 km      | 15:31    | François Duval | Patrick Pivato | Ford Focus RS WRC | 09:49.6        | 104,5   |        | Sébastien Loeb |
| Service PortAventura 17:11 (45 Min.) |                                      |               |          |                |                |                   |                |         |        | Sébastien Loeb |
| Tag 3 (5. Okt.)                      |                                      |               |          |                |                |                   |                |         |        |                |
| Service PortAventura 07:15 (15 Min.) |                                      |               |          |                |                |                   |                |         |        |                |
| WP13                                 | Riudecanyes 1                        | 16,32 km      | 08:05    | François Duval | Patrick Pivato | Ford Focus RS WRC | 10:32.8        | 92,8    |        |                |
| WP14                                 | Santa Marina 1                       | 26,51 km      | 09:06    | Sébastien Loeb | Daniel Elena   | Citroën C4 WRC    | 15:49.1        | 100,6   |        |                |
| WP15                                 | La Serra d'Almos 1                   | 4,11 km       | 10:02    | Daniel Sordo   | Marc Martí     | Citroën C4 WRC    | 02:37.3        | 94,1    |        |                |
| Service PortAventura 10:56 (30 Min.) |                                      |               |          |                |                |                   |                |         |        |                |
| WP16                                 | Riudecanyes 2                        | 16,32 km      | 12:01    | Mikko Hirvonen | Jarmo Lehtinen | Ford Focus RS WRC | 10:32.7        | 92,9    |        |                |
| WP17                                 | Santa Marina 2                       | 26,51 km      | 13:02    | Mikko Hirvonen | Jarmo Lehtinen | Ford Focus RS WRC | 15:53.9        | 100,0   |        |                |
| WP18                                 | La Serra d'Almos 2                   | 4,11 km       | 13:58    | Mikko Hirvonen | Jarmo Lehtinen | Ford Focus RS WRC | 02:39.9        | 92,5    |        |                |
| Service PortAventura 14:47 (10 Min.) |                                      |               |          |                |                |                   |                |         |        |                |

Quelle:

### Gewinner Wertungsprüfungen
| WP          | Anzahl | Fahrer         | Auto              |
| ----------- | ------ | -------------- | ----------------- |
| 1–9, 11, 14 | 11     | Sébastien Loeb | Citroën C4 WRC    |
| 10, 16–18   | 4      | Mikko Hirvonen | Ford Focus RS WRC |
| 12, 13      | 2      | François Duval | Ford Focus RS WRC |
| 15          | 1      | Dani Sordo     | Citroën C4 WRC    |

### Fahrer-WM nach der Rallye
| Pos. | Fahrer             | Punkte |
| ---- | ------------------ | ------ |
| 1    | Sébastien Loeb     | 96     |
| 2    | Mikko Hirvonen     | 84     |
| 3    | Dani Sordo         | 59     |
| 4    | Chris Atkinson     | 42     |
| 5    | Jari-Matti Latvala | 37     |

### Team-Weltmeisterschaft
| Pos. | Team        | Punkte |
| ---- | ----------- | ------ |
| 1    | Citroën WRT | 159    |
| 2    | Ford WRT    | 132    |
| 3    | Subaru WRT  | 80     |
| 4    | Stobart WRT | 55     |